# 乌尔巴纳
乌尔巴纳（義大利語：Urbana），是意大利帕多瓦省的一个市镇。总面积17.03平方公里，人口2181人，人口密度128.1人/平方公里（2009年）。ISTAT代码为028095。